# Predee Daochai

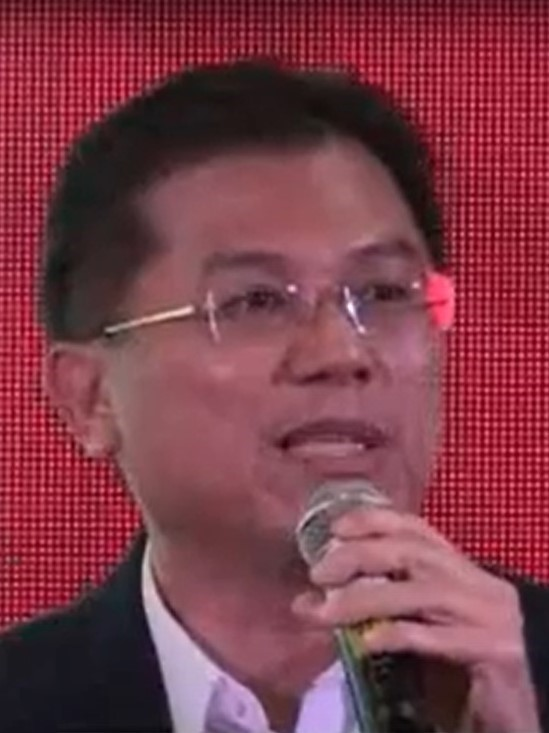
Predee Daochai, 2014

Predee Daochai (thailändisch ปรีดี ดาวฉาย, RTGS Pridi Daochai; * 9. September 1958) ist ein thailändischer Bankmanager und Politiker.
Predee absolvierte ein Studium der Rechtswissenschaft an der Thammasat-Universität, das er 1981 abschloss. Im Jahr darauf wurde er von der Thai Bar Association als Rechtsanwalt zugelassen und begann in der Rechtsabteilung der Kasikornbank zu arbeiten. 1987 erwarb er einen Master-Abschluss in Rechtsvergleichung an der University of Illinois at Urbana-Champaign. Er stieg 1995 zum First Vice President der Bank auf, zwei Jahre lang leitete er deren Niederlassung in Hongkong. Ab 2013 war er einer der beiden Präsidenten und geschäftsführender Direktor der Kasikornbank. Außerdem war er Vorsitzender der Thai Bankers’ Association.
Nach dem Putsch 2014 gehörte Predee fünf Jahre lang der von der Militärjunta eingesetzten Nationalen Legislativversammlung an. Als Nachfolger von Uttama Savanayana ernannte ihn König Maha Vajiralongkorn am 6. August 2020 zum Finanzminister im Kabinett von Prayut Chan-o-cha. Bald darauf kam es zum Streit mit dem stellvertretenden Minister Santi Prompat, einem Politiker von Prayuts Phalang-Pracharat-Partei, über die Besetzung von Ministerialposten, insbesondere bei der Leitung der Verbrauchsteuerabteilung. Nach nur 26 Tagen im Amt trat Predee vom Amt des Ministers zurück, wofür er gesundheitliche Gründe angab. Neuer Finanzminister wurde Arkhom Termpittayapaisith.